# THE 爆弾処理班
『THE 爆弾処理班』（ザ・ばくだんしょりはん）は、ディースリー・パブリッシャーより2008年7月10日に発売されたニンテンドーDS用ゲームソフト。SIMPLE DSシリーズVOL.41。開発はトムキャットシステムが担当。

## 概要
タイトル通り、爆弾処理などを専門に請け負う組織「ボムバスター」の一員として働く主人公・バートが、爆弾の発見・処理・解除を行い、テロリストなどによる爆破を未然に防ぐことを目的としたアドベンチャーゲーム。ストーリーは全8話となっている。トムキャットシステムの開発する『THE 推理』『THE 鑑識官』『THE 裁判』とは世界観を共有しており、特に『THE 鑑識官』からはゲストキャラクターも出演している。

## 主な登場人物
本作に登場する「ボムバスター」のメンバーは、Mの方針によってほとんどの者がコードネーム、もしくは通り名で名乗っている。
バート
主人公。日本人であることが語られているが、本名、年齢、現国籍などのその他のプロフィールは不明（「バート」は通称）。
ひねくれ者で自称ホラ吹き。お金とアルコール、そして犬が好きで、料理ではオムレツを作るのが上手。
南米の鉱山で爆弾を使用して掘削などを行う仕事を2年間していたが、失業。仕事を探していたところを半ば巻き込まれる形で「ボムバスター」（以下、BB）に採用され、以降爆弾処理班の1人として働くことになる。鉱山での爆破作業の経験から爆発物の基礎的な知識は持っているものの、捜索および解除については素人同然。しかし、アポロ達のサポートを受け、持ち前の度胸とセンスで爆弾を解除していく。「BB」でのナンバーはB2。なお、このナンバーは以前「BB」で働いていた人間のものを引き継いだものである。
「BB」に入社してからは、いつも突然に入ってくる仕事に文句を言いつつこなす日々を送る。仕事中に破損した物や各種損害などの請求がバートにいく為、仕事を頑張れば頑張るほど、なぜか借金が膨らんでしまっている（アポロの見解によれば、それは全てMの周到な策略であるらしいが、バート本人は気付いていない）。
アポロ　（声：清水香里）
本作のヒロイン。「BB」で働く少女でナンバーはA13、アポロという名前も通り名である。
BB通信担当で爆弾処理において、バートのサポート役を行う。本名･年齢･国籍不詳。
強気な性格だが、その若さながら腕前は確か。子供の頃とある人物に拾われ、「師匠」と崇めるその人物が入隊したことを機に彼女も入隊した。ゆえに若いがBB暦は12年と長い。バートとはよく言い争いになるが、時折寂しい表情を見せる（Bナンバーのパートナーを何人も亡くしているので、わざと感情を消して対応しているのではというのが周囲の見解）。
ディーノ　（声：清水香里）
バートのパートナーとなる、「BB」に所属する強化ドッグ（特殊な改造手術を施し、人間並みの知識と言語能力・トラップ解除能力を身につけた軍用犬のこと）。
ナンバーはD3（D1、D2は殉職）。その能力で、バートの爆弾処理を手助けする。犬種は、外見からおそらくボストン・テリア。
トラップ解除のために知能化･改造された高性能軍用犬。12歳程度の知能を持ち、口腔の手術によって多少拙いながら会話も可能となっている。また、抗菌ボディで、必殺技はジャンプ頭突き、爆発物嗅ぎ分け、催涙ガス発射など様々。前のご主人（ジョー）は爆破に巻き込まれ殉職。それ関連のトラウマがあり、度々発作を起こす。
ディーノという名前は、バートが命名。甘いものとマッサージとバートのお話が好き。食い意地がはっており、それで時折トラブルを起こす事もある。また舌が肥えているようで、グルメレポーター並みのボキャブラリーの多さにはバートも閉口している。若干、閉所恐怖症気味で、暗い所が嫌い。自分に怪しげな改造処置を施すレオン博士の事は信用していない。
ミャオ（苗）
「BB」の調査員。ナンバーはM4（M直属という意味）。本名･年齢不詳。国籍は中国。
「BB」専属の調査員で、諜報活動が主な仕事。時には女装して潜入調査も行う。諜報活動以外には、取り押さえた爆弾犯の取調べや、地雷除去の仕事も行っている。
ミカ
「BB」の非破壊検査の担当。ナンバーはM5。本名･年齢不詳。国籍はロシア。
KGBの情報学校出身の少年で、別名は、「闇に光る目」。主な仕事は電波、音波、X線、磁気を使った調査や判定。18の言語が読み書き可能。壊れた飛行機を元に、新たな飛行機を設計してしまったりもできる天才少年である。
母親と２人家族。亡命の経験をしている。好物は母が作るボルシチ。
レオン博士
「BB」の研究員。ナンバー・本名･年齢･国籍、その全てが不詳。黒人でドレッドヘア。常に白衣を着ている。
主な仕事は、爆弾を初め調査物の化学分析や各装置の開発。いつも変な装置をディーノに着けるのでディーノに嫌われており、自分の専門分野になると話が止まらなくなる、いわゆるマッドサイエンティスト。
ノーベル化学賞候補になった事があるが、故郷の内戦で国がなくなり帰国できないまま20年が過ぎている。ジャズが大好きで、バートに仕事先での掘り出し物レコードを探してくれとお願いする事も。
ゴンザレス
「BB」メンバー達が移動に使う飛行機、ドスカラス号のパイロット。ペルーのクスコ出身。常にソンブレロとポンチョを着用している陽気なメキシカン。口癖は「アミーゴ」。
プロレスラーに間違えられるほど体格もいい。元空軍のエースだったが、結婚し家庭を持ったことから除隊している。
M
「BB」の経営者。普段は黒いドレスを纏い、目深に被った帽子で目を隠している謎の多い女性。本名･年齢･国籍不詳。別名は冷酷な「氷の女」。11年前のあるミッションで左腕が吹っ飛び義手（金属繊維製）になっている。本編終盤で本名が明らかになる。
多国籍財団＜ローズ＞の末端組織、民間軍事会社「BB」を一人で切り回す謎の女ボス。冷たい態度の裏に優しさが隠れているのだが、隠しすぎているので気付く人は非常に少ない。

## その他の人々
クリス･ミッドフォード
軍事警備会社、アイリス社の補給課長。アイリス系航空会社の御曹司で26歳。金髪、３つ揃えのスーツと毛並みのいいエリートで態度は尊大。時折バート達の前でイヤミを言う事も。
英才教育で操縦免許を取得しており、自称「華麗なテクニック」。猛烈な船オタクで、船旅が好き。
なお、アイリス社もローズ財団系列の会社だが、ローズ財団は薔薇戦争の際に大きく二つの派閥に分かれており、現在は両派閥が主導権を争っているという設定のため、同じ母体を持ちながらも派閥の異なる「BB」にとってはライバル会社となっている。
ジュディ･ハート
カメリア･エンジニアリング航空技術部門チーフエンジニア。飛び級で14歳にしてMITに進学。18歳で博士号取得、大学院修了した天才少女。25歳。
博士号取得したその年にローズ財団にスカウトされ、ローズ系列のカメリア空港に入社。以降、世界最速の水素エンジンをはじめ、数々の特許を取得し、ローズ財団の技術部門が業界最高と呼ばれる原動力となった。
通称はIQ365であることからカレンダーガールと呼ばれている。極端に運がいい。身長165cm、金髪ポニーテールでおっとりしていて幼い顔立ちだが、発育が良くバストは大きい。スイーツが好きで大食い、泣き虫かつ天然で疫病神レベルのトラブルメーカー。
両親とも大学教授だが、5年前に行方不明。現在は、高校生の弟と二人暮し。
グラン･ローゼン
ローズ財団の会長で、「BB」にとってはビッグボス。高齢だが未だ活力の衰えぬ老紳士。Mの本名を知っている数少ない人物。
警察軍隊経験者で、飛行機の運転はエース級。困難から逃げない強い意志と、カッコイイ勇気で成功したと自負しており、それがローズ財団の運営方針にもなっている。
アルフレッド・ベントン
貴族出身の家系を持つ鉄道王。昔からローズ財団と繋がりがあり、「BB」も多額の援助を受けている。
かなりの趣味人で、とりわけ鉄道に対する関心と愛情は尋常ではない。ヨーロッパ中の鉄道全駅下車を達成した記録を持ち、そのため彼の事を熱烈に信奉する鉄道マニアも多い。体長5メートルのニシキヘビを飼っている。
ジョー
本名ジョナサン。ディーノの前の飼い主であり、作中では故人。
アメリカの貧民層の若者で、違法移民だったらしい。成績優秀で、感受性も鋭く、犬好きなのを買われてD3（ディーノ）のペアにスカウトされる（そのおかげで、ジョーも両親･兄弟もアメリカ市民権を獲得できた）。
入隊時に鼓膜の手術を受け、普通の人間には聞こえない高周波の音を聞き分ける（犬笛の音を聞く）ことができたらしい。地雷除去作戦中に死亡。
寒川 怜（さむかわ　れい）
有能で仕事熱心な敏腕女刑事で『THE 鑑識官』シリーズからのゲスト出演。とある事件での潜入捜査で偶然バートとディーノに出会う事になる。
爆弾処理の免許も持っているため、ただ出演するだけでなく共に爆弾処理に協力をしてくれる。
江波 識子（えなみ　しきこ）
『THE 鑑識官』シリーズの主人公であり、本作ではとある爆弾処理のストーリーでカメオ出演している。バートに自己紹介していないため、本編では（鑑識の）「娘」としか表記されていない。
バートには識子に憑いている幽霊、江波査之介が見えていないので「一人でブツブツ会話をしている危ない女」と思われている。